# Morón (partido)
Morón (Morón) is een partido in de Argentijnse provincie Buenos Aires. Het bestuurlijke gebied telt 309.380 inwoners.

## Plaatsen in partido Morón
- Castelar
- El Palomar
- Haedo
- Morón
- Villa Sarmiento